# Maritta Marke
Asta Margit Amble-Næss, känd som Maritta Marke, ogift Svensson, född 30 juni 1905 i Äsperöd, Vanstads församling, dåvarande Malmöhus län, död 8 december 1983 i S:t Johannes församling, Stockholm, var en svensk skådespelare och sångerska.

## Biografi
Maritta Marke var dotter till Johan Svensson och Ester Jönsson (omgift Thylefelt). Hon scendebuterade 1927 som Lyckoflickan i operetten med samma namn vid Christian Schröders folkparksturné. I Stockholm debuterade hon 1928 som Maud i operetten Katja på Vasateatern, där hon sedan hade engagemang fram till 1931. Hon gick vidare till olika operettroller på Oscarsteatern och Vasateatern samt revy med Gösta Jonsson på Scalateatern.  
Hon filmdebuterade 1931 i Gustaf Edgrens Trötte Teodor och kom att medverka i ett fyrtiotal film- och tv-produktioner. Under 1950-talet spelade hon nyårsrevy på Södra Teatern (Folkets Hus) i Malmö uppsatta av "Dubbel-Olle" Olsson.
Hon var gift två gånger: 1929–1935 med kapellmästaren Håkan von Eichwald och från 1938 med teaterregissören och skådespelaren Leif Amble-Næss till dennes död 1974. Hon var mor till skådespelaren Lars Amble. 
Marke är gravsatt i Sankt Görans kolumbarium i Stockholm.

## Filmografi i urval
- 1931 – Trötte Teodor
- 1931 – En kärleksnatt vid Öresund
- 1932 – En stulen vals
- 1932 – Lyckans gullgossar
- 1932 – Sten Stensson Stéen från Eslöv på nya äventyr
- 1932 – Svärmor kommer
- 1933 – Giftasvuxna döttrar
- 1933 – Två man om en änka
- 1935 – Kärlek efter noter
- 1935 – Äktenskapsleken
- 1936 – 33.333
- 1936 – Kungen kommer
- 1936 – Släkten är värst
- 1936 – Han, hon och pengarna
- 1937 – Pappas pojke
- 1937 – Pensionat Paradiset
- 1938 – Med folket för fosterlandet
- 1938 – Milly, Maria och jag
- 1939 – Rena rama sanningen
- 1940 – Juninatten
- 1941 – Gatans serenad
- 1944 – Skeppar Jansson
- 1945 – Änkeman Jarl
- 1952 – Klasskamrater
- 1955 – Luffaren och Rasmus
- 1956 – Där möllorna gå...
- 1958 – Körkarlen
- 1958 – Mannekäng i rött
- 1959 – Enslingen i blåsväder
- 1963 – Det är hos mig han har varit
- 1963 – Den gula bilen
- 1966 – Yngsjömordet
- 1971 – Familjen Ekbladh (TV-serie)
- 1973 – Kvartetten som sprängdes (TV-serie)
- 1973 – Bröllopet
- 1973 – N.P. Möller, fastighetsskötare (TV-serie)
- 1973 – Smutsiga fingrar

## Teater

### Roller (ej komplett)
| År   | Roll                                        | Produktion                                                                           | Regi                          | Teater                                  |
| ---- | ------------------------------------------- | ------------------------------------------------------------------------------------ | ----------------------------- | --------------------------------------- |
| 1929 | Maud Sumerdahl                              | Katja Jean Gilbert, Leopold Jacobson och Rudolph Österreicher                        | Oskar Textorius               | Vasateatern                             |
| 1929 | Medverkande                                 | Stockholm–Motala, revy Karl-Ewert, Svasse Bergqvist och Kar de Mumma                 |                               | Folkteatern                             |
| 1929 | Susi Geisler                                | Nattkavaljeren Robert Stolz, Alfred Maria Willner och Rudolf Österreicher            | Oskar Textorius               | Vasateatern                             |
| 1929 | Coddles                                     | Hjärter dam Lewis E. Gensler, Laurence Schwab och B. G. de Sylva                     | Nils Johannisson              | Vasateatern                             |
| 1929 | Lady Jane                                   | Rose Marie Rudolf Friml, Herbert Stothart, Otto Harbach och Oscar Hammerstein        | Gustaf Bergman                | Vasateatern                             |
| 1930 | Fru Fuchs                                   | Kejsarinnan Maria Theresia Leo Fall, Julius Brammer, Alfred Grünwald                 | Oskar Textorius               | Vasateatern                             |
| 1930 | Sarah/Jill                                  | Mr Cinders Vivian Ellis, Richard Myers, Clifford Grey och Greatrex Newman            | Adolf Niska                   | Vasateatern                             |
| 1930 | Märta Skoglund                              | Krasch Erik Lindorm                                                                  | Sigurd Wallén                 | Folkteatern                             |
| 1930 | Medverkande                                 | Stockholm blir Stockholm, revy Svasse Bergqvist                                      | Franz Engelke och Adolf Niska | Vasateatern                             |
| 1933 | Miotte                                      | De tre musketörerna Rudolf Schantzer, Ernst Welisch och Ralph Benatzky               | Nils Johannisson              | Oscarsteatern                           |
| 1933 | Clothilde                                   | Nymånen Oscar Hammerstein, Laurence Schwab, Frank Mandel och Sigmund Romberg         | Harry Stangenberg             | Oscarsteatern                           |
| 1934 | Hovdam                                      | Djävulsryttaren Emmerich Kálmán, Rudolf Schanzer och Ernst Welisch                   | Nils Johannisson              | Oscarsteatern                           |
| 1934 | Överceremonimästarinnan grevinnan Delaplace | Paganini Franz Lehár, Paul Kneppler och Beda Jenbach                                 | Harry Stangenberg             | Oscarsteatern                           |
| 1934 | Corinne, teaterns primadonna                | Lilla helgonet Hervé, Henri Meilhac och Albert Millaud                               | Nils Johannisson              | Oscarsteatern                           |
| 1934 | Hederl Tschöll                              | Jungfruburen Alfred Maria Willner, Heinz Reichert, Franz Schubert och Heinrich Berté | Nils Johannisson              | Oscarsteatern                           |
| 1934 |                                             | En kvinna som vet vad hon vill Louis Verneuil, Alfred Grünwald och Oscar Straus      | Nils Johannisson              | Oscarsteatern                           |
| 1935 | Barbara                                     | Maya Imre Harmath, Rudolf Schanzer, Ernst Welisch och Szabolcs Fényes                | Nils Johannisson              | Oscarsteatern                           |
| 1936 | Medverkande                                 | Klart söderut, revy Kar de Mumma och Åke Söderblom                                   | Björn Hodell                  | Södra Teatern                           |
| 1937 | Medverkande                                 | Sverige åt Svensson, revy Kar de Mumma                                               | Björn Hodell Leif Amble-Naess | Södra Teatern                           |
| 1940 | Donna Lucia d'Alvadorez                     | Charleys tant Brandon Thomas                                                         | Leif Amble-Naess              | Södra teatern, flyttad till Vasateatern |
| 1942 |                                             | Blåjackor Lajos Lajtai, André Barde och Lauri Wylie                                  | Leif Amble-Naess              | Oscarsteatern                           |
| 1942 | Queenie                                     | Teaterbåten Jerome Kern och Oscar Hammerstein II                                     | Leif Amble-Naess              | Oscarsteatern                           |
| 1943 |                                             | Roberta Jerome Kern och Otto Harbach                                                 | Leif Amble-Naess              | Oscarsteatern                           |
| 1958 | Prunier                                     | Madame Pompadour Rudolf Schanzer, Ernst Welisch och Leo Fall                         | Ivo Cramér                    | Oscarsteatern                           |
| 1959 | Arg kvinna                                  | My Fair Lady Frederick Loewe och Alan Jay Lerner                                     | Sven Aage Larsen              | Oscarsteatern                           |
| 1964 |                                             | Herakles och Amazonerna Benn Levy                                                    | Tore Karte                    | Fredriksdalsteatern                     |
| 1967 |                                             | Sten Stensson Steen från Eslöv Carro Bergkvist                                       | Leif Amble-Naess              | Fredriksdalsteatern                     |
| 1968 | Donna Lucia d'Alvadorez                     | Charleys Tant Brandon Thomas                                                         | Leif Amble-Næss               | Fredriksdalsteatern                     |
| 1969 | Carolina Hårding, rektor                    | Den glade soldaten Bom Carro Bergkvist                                               | Albert Gaubier                | Fredriksdalsteatern                     |
| 1970 | Iljonka                                     | Csardasfurstinnan Emmerich Kálmán, Leo Stein och Béla Jenbach                        | Isa Quensel                   | Oscarsteatern                           |
| 1974 | Praskowia                                   | Glada änkan Franz Lehár, Victor Léon och Leo Stein                                   | Isa Quensel                   | Oscarsteatern                           |
| 1976 | Frau Schultze                               | Vita hästen Hans Müller och Ralph Benatzky                                           | Jackie Söderman               | Oscarsteatern                           |
| 1977 |                                             | My Fair Lady Frederick Loewe och Alan Jay Lerner                                     | Henny Mürer                   | Oscarsteatern                           |

## Radioteater

### Roller
| År   | Roll | Produktion                                              | Regi |
| ---- | ---- | ------------------------------------------------------- | ---- |
| 1941 |      | Har den äran!, radiokabaret Nils Perne och Sven Paddock |      |